# Place Tristan-Bernard
Place Tristan-Bernard är en öppen plats i Quartier des Ternes i Paris sjuttonde arrondissement. Den är uppkallad efter den franske författaren Tristan Bernard (1866–1947). Vid Place Tristan-Bernard sammanstrålar Rue Saint-Ferdinand, Rue Pierre-Demours och Avenue des Ternes.

## Omgivningar
- Saint-Ferdinand-des-Ternes
- Cathédrale Saint-Alexandre-Nevsky
- Place des Ternes
- Boulevard Pereire

## Bilder
| - Gatuskylt. - Saint-Ferdinand-des-Ternes. - Place des Ternes. |

## Kommunikationer
- Tunnelbana – linje  – Ternes
- Busshållplats Église Saint-Ferdinand – Paris bussnät, linje 43

### Webbkällor
- ”Place Tristan-Bernard”. Mairie de Paris. https://web.archive.org/web/20160303220319/http://www.v2asp.paris.fr/commun/v2asp/v2/nomenclature_voies/Voieactu/9441.nom.htm. Läst 5 september 2022.
- ”Place Tristan-Bernard”. Les rues de Paris. https://web.archive.org/web/20171210195614/http://www.parisrues.com/rues17/paris-17-place-tristan-bernard.html. Läst 5 september 2022.